# Bo Åke Adamsson

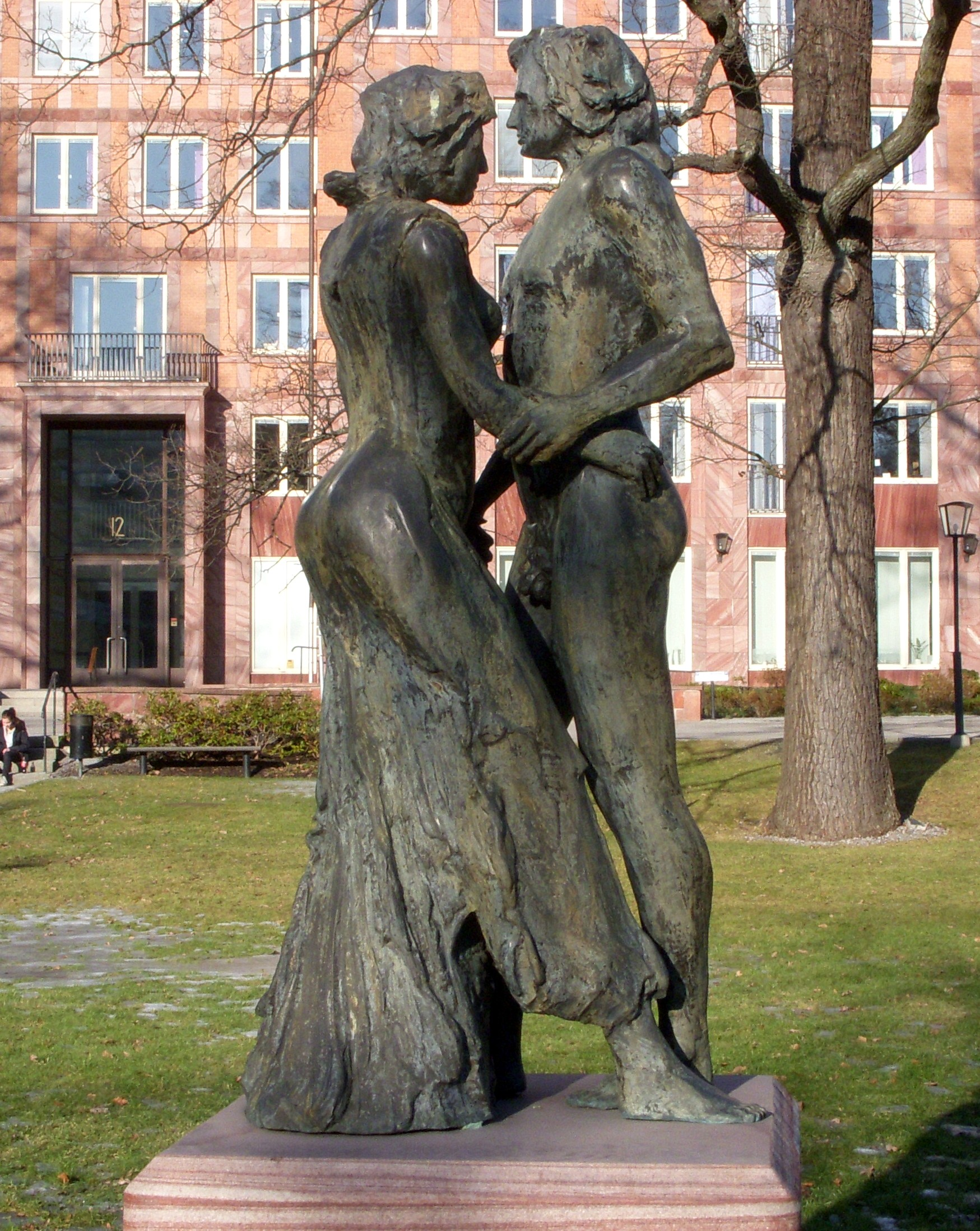
Omtanke, på Alviks torg i Stockholm

Bo Åke Adamsson, född 22 juni 1941 i Maria Magdalena församling, Stockholm, är en svensk målare, grafiker och skulptör.
Bo Åke Adamsson studerade under tidigt 1960-tal en termin vid Kungliga Konsthögskolan i Stockholm och därefter följde studier i illustration och reklam. År 1963 blev han antagen till Reial Acadèmia Catalana de Belles Arts de Sant Jordi i Barcelona, där han avslutade sina studier 1967. Tiden i Spanien formade Bo Åke Adamssons konstnärliga utveckling. Han fick sina arbeten utställda på ett galleri tillsammans med kända samtida spanska konstnärer som Pablo Picasso och Joan Miró. Fler utställningar följde och hans uttrycksfulla verk kunde synas på allt fler gallerier runt om i Spanien. Diktatorn Francisco Franco lär ha sagt när han besökte en av Bo Åke Adamssons utställningar att "...så länge de bara gör revolution i sina målningar är de harmlösa".
Den politiska situationen i Spanien under Francos period gjorde det svårt för spridandet av den fria konsten och Adamsson lämnade landet. Tillbaka i Sverige fortsatte han med sitt expressionistiska formspråk. Det följde vidareutbildning i bronsgjutning vid Konstakademien i Stockholm 1975-1977. 
Efter återkomsten till Sverige har Bo Åke Adamsson ställt ut på svenska gallerier, men även utanför landets gränser, exempelvis i New York samt i de flesta europeiska huvudstäder. Konstkritikerna har också uppskattat Adamssons måleri. Till exempel skrev Ulf Liljedahl i Upsala Nya Tidning 1972 att han "... ur ett konsthistoriskt perspektiv besitter en sällan skådad briljant teknik." 
Bo Åke Adamsson är representerad bland annat i Gustav VI Adolfs och Carl XVI Gustafs samlingar, Nationalmuseum, Moderna museet, Västerås konstmuseum, Aguélimuseet i Sala, Sveriges riksdag samt i Köpings museum. Han är verksam i Sala.